# Glatten
Glatten település Németországban, azon belül Baden-Württembergben. Lakosainak száma 2510 fő (2023. december 31.).

## Népesség
A település népessége az elmúlt években az alábbi módon változott:
| Lakosok száma | 1916 | 1986 | 2161 | 2265 | 2261 | 2383 | 2511 | 2376 | 2314 | 2510 |
|               | 1961 | 1967 | 1974 | 1980 | 1987 | 1993 | 2000 | 2006 | 2013 | 2023 |